# Leviola termitophila
Leviola termitophila is een spinnensoort in de taxonomische indeling van de Mysmenidae.
Het dier behoort tot het geslacht Leviola. De wetenschappelijke naam van de soort werd voor het eerst geldig gepubliceerd in 1970 door Miller.